# Kiley Neushul
Kiley Neushul (* 5. März 1993 in Goleta, Kalifornien) ist eine ehemalige Wasserballspielerin aus den Vereinigten Staaten. Sie gewann bis 2019 einen Titel bei Olympischen Spielen, drei Titel bei Weltmeisterschaften sowie zwei Titel bei Panamerikanischen Spielen.

## Sportliche Karriere
Kiley Neushul besuchte die Dos Pueblos High School in Goleta. 2012, 2014 und 2015 gewann sie mit der Mannschaft der Stanford University den Meistertitel der National Collegiate Athletic Association. Nach ihrer Graduierung 2015 spielte sie für den New York Athletic Club.
Kiley Neushul war bereits 2009 Mitglied der Juniorinnen-Nationalmannschaft, die die Bronzemedaille bei der Juniorenweltmeisterschaft gewann. 2013 wurde sie Juniorenweltmeisterin.
Ihr erstes internationales Turnier mit der Nationalmannschaft war die Weltmeisterschaft 2013 in Barcelona. Das US-Team unterlag im Viertelfinale den Spanierinnen und belegte letztlich den fünften Platz. Neushul warf im Turnierverlauf sieben Tore. 2015 siegte das US-Team bei den Panamerikanischen Spielen in Toronto. Direkt im Anschluss fand in Kasan die Weltmeisterschaft 2015 statt. Die Mannschaft aus den Vereinigten Staaten gewann den Titel durch ein 5:4 im Finale gegen die niederländische Mannschaft, wobei Neushul im Finale einmal traf. Bei den Olympischen Spielen 2016 in Rio de Janeiro traf das US-Team im Endspiel auf die Italienerinnen und siegte mit 12:5. Mit drei Toren war Neushul im Finale die beste Torschützin ihrer Mannschaft.
Nach 2016 spielte Kiley Neushul einige Jahre als Halbprofi in Spanien bei CN Sabadell. Laut Olympedia nahm sie trotzdem 2017 an der Universiade in Taipei teil und gewann den Titel mit der Studentenauswahl der Vereinigten Staaten.
Mit der Nationalmannschaft spielte sie bei der Weltmeisterschaft 2017 in Budapest im Finale gegen die Spanierinnen. Die Amerikanerinnen gewannen mit 13:6, Neushul war im Finale mit vier Treffern erfolgreichste Schützin. Bei der Weltmeisterschaft 2019 in Gwangju traf das US-Team im Finale auf die Spanierinnen und gewann mit 11:6. Mit drei Toren war Neushul im Finale wieder beste Torschützin ihrer Mannschaft. Unmittelbar im Anschluss an die Weltmeisterschaften siegten die frischgebackenen Weltmeisterinnen auch bei den Panamerikanischen Spielen 2019 in Lima.
Kiley Neushul ist die ältere Schwester von Jamie Neushul, die ebenfalls Olympiasiegerin im Wasserball wurde. Die jüngste Schwester Ryann Neushul wurde 2022 Weltmeisterin.